# Thyene damarensis
Thyene damarensis är en spindelart som beskrevs av Lawrence 1927 [1928. Thyene damarensis ingår i släktet Thyene och familjen hoppspindlar. Inga underarter finns listade i Catalogue of Life.